# Kulachirai Nayanar
Kulachirai Nayanar era un ministro del rey pandyan, Koon Pandiyan, y uno de los 63 nayanars mencionados en el Periya Puranam.

## Nacimiento y vida
Kulachirai Nayanar nació en una familia noble en Manamelkudi, en el reino de Pandyan. Se convirtió en el primer ministro del rey pandyano Koon Pandiyan. Era bien conocido por ser hospitalario con los santos y poetas  shaivitas.

## Devoción al Señor Shiva
Era un devoto ardiente del Señor Shiva y seguía siendo un fiel shaivita en su país, que estaba cada vez más influenciado por el jainismo. El rey Pandyan se convirtió al jainismo y se volvió en un fanático de Jain, prohibiendo a su reina Mangayarkkarasiyar incluso usar Thiruneeru en su frente. Habiendo convertido al rey, los monjes jainistas comenzaron a ejercer un mayor poder en el reino. Los hindúes en el reino sufrieron persecución e indignación. La reina temía que si se dejaba sin control, la propagación del jainismo acabaría con el shaivismo por completo en Madurai. Era el único consuelo de Mangayarkkarasiyar que seguía siendo un fiel shaivita. El Primer Ministro simpatizaba con la reina y ambos estaban profundamente preocupados por la propagación del jainismo y las atrocidades cometidas por los monjes jainistas en Madurai.
La reina y el primer ministro estaban luchando para encontrar una manera de deshacerse del jainismo y llevar al shaivismo a su prominencia anterior en el reino. Pero sus esfuerzos fueron en vano debido al fanatismo del Rey. Durante este tiempo, la reina se enteró de que Appar y Sambandar habían cometido un milagro en el Templo Vedaranyeswarar al abrir y cerrar las puertas del templo con sus versos devocionales. Habiendo fracasado en todos sus intentos, la Reina decidió buscar la ayuda de Appar y Sambandar para lo que envió al Primer Ministro para invitar a Appar y Sambandar a Madurai.
Appar y Sambandar aceptaron la petición de la reina y vinieron a Madurai. Se enfrentaron a muchos obstáculos de los monjes Jain en su camino, pero los superaron con éxito. El rey Koon Pandiyan había estado enfermo de ebulliciones incurables durante mucho tiempo y también tenía una giba. Se llama Koon Pandiyan por su giba. Los monjes jainistas hicieron todo lo posible para curar al rey con sus medicinas, pero no sirvieron de mucho. Sambandar curó al rey de sus furúnculos cantando himnos y aplicando Thiruneeru en el cuerpo del rey. El rey también fue curado de su giba y llegó a ser conocido como Ninra Seer Nedumaara Nayanar[4] que significa uno que se mantiene erguido y en pie en  tamil.
Sambandar se había ganado la devoción del rey y el rey inmediatamente se reconvirtió al Shaivismo. Con la reconversión del rey, la influencia del jainismo disminuyó considerablemente y el shaivismo recuperó su prominencia anterior en el reino. Por su papel en la difusión del shaivismo, la reina, el primer ministro y el rey fueron incluidos individualmente en la lista de Nayanars y sus relatos fueron presentados en el poema hagiográfico Periyapuranam compilado por Sekkizhar, así como en el Tiruthhthondar Thogai escrito por el poeta-saint Sundarar.